# Departamento Santa Bárbara (Argentina)
Santa Bárbara es uno de los 16 departamentos en los que se divide la provincia de Jujuy (Argentina). Entre 1932 y 1938 el departamento se llamó Gobernador Ovejero, en homenaje al exgobernador Daniel Ovejero.

## Superficie, límites y accesos
El departamento tiene 4448 km² y limita al norte, este y sudeste con la provincia de Salta y al oeste con los departamentos Ledesma y San Pedro.

Las principales vías de acceso son las rutas provinciales RP1, RP6 y RP23.

## Población
Contó con 17 730 habitantes (Indec, 2010), lo que representó un crecimiento poblacional prácticamente neutro frente a los 17 115 habitantes (Indec, 2001) del censo anterior.

Para el censo 2022 el departamento registró 20 499 habitantes. Esto representó un aumento en la cantidad de personas del 15,6%, menor que el crecimiento poblacional provincial.Estos datos le valieron ser el octavo departamento más poblado de la provincia.
| Gráfica de evolución demográfica de Departamento Santa Bárbara entre 1991 y 2022 |
|                                                                                  |
| Fuente: censos nacionales del INDEC                                              |

## Localidades y parajes
Según datos correspondientes al censo del año 2010, la mayor parte de la población se concentra en tres localidades, una de ellas la ciudad cabecera del departamento. Existen además algunas pequeñas localidades y parajes de carácter rural.
- El Piquete (2521 hab.)
- Puente Lavayén (213 hab.)
- El Fuerte (512 hab.)
- El Talar (2901 hab.)
- Palma Sola (3791 hab.)
- Santa Clara (4298 hab.)
- Vinalito (757 hab.)
- Siete Aguas
- Isla Chica
- El Olvido
- Los Matos
- El Sauzal
- Real de los Toros
- El Tipal
- Las Juntas
- La Celulosa
- Madrejón
- San Rafael
- Valle Grande

## Salud y educación
El departamento cuenta con 20 centros de salud, la mayoría de ellos dedicados a la atención primaria.
Según datos oficiales, en el año 2011 el departamento contaba con un total de 35 establecimientos educativos, la totalidad de gestión pública, que atienden los requerimientos de niños y jóvenes desde el jardín de infantes hasta la etapa posterior al nivel secundario.

## Relieve
El departamento está recorrido en dirección norte sur por la formación de la sierra de Santa Bárbara, cordón montañoso con suaves faldeos hacia el este y perfiles más abruptos hacia el oeste. Este cordón presenta una densa vegetación propia de la ecorregión yungas, particularmente rica por su biodiversidad.

## Áreas naturales protegidas
En la zona cercana a la localidad de Palma Sola se encuentra la reserva provincial Las Lancitas.

## Sismicidad
La sismicidad del área de Jujuy es frecuente y de intensidad baja, y un silencio sísmico de terremotos medios a graves cada 40 años.
- Sismo de 1863: aunque dicha actividad geológica catastrófica, ocurre desde épocas prehistóricas, el terremoto del 4 de enero de 1863 (162 años),[13] señaló un hito importante dentro de la historia de eventos sísmicos jujeños, con 6.4 Richter.[12]
- Sismo de 1948: el 25 de agosto de 1848 (176 años) con 7.0 Richter, el cual destruyó edificaciones y abrió numerosas grietas en inmensas zonas[13][12]
- Sismo de 2011: el 6 de octubre de 2011 (13 años) con 6.2 Richter, produjo rotura de vidrios y mampostería.[12]